# Leptusa fumida
Leptusa fumida är en skalbaggsart som först beskrevs av Wilhelm Ferdinand Erichson 1839.  Leptusa fumida ingår i släktet Leptusa, och familjen kortvingar. Arten är reproducerande i Sverige.